# Faith World Tour
Il Faith World Tour è la prima tournée da solista di George Michael, iniziata nel 1988 e conclusasi nel 1989, per promuovere l'album del 1987 Faith.

## Setlist

### Prima scaletta
1. I Want Your Sex (Part I & II)
2. Hard Day
3. Father Figure
4. I'm Your Man
5. Everything She Wants
6. A Different Corner
7. Faith
8. Monkey
9. Hand to Mouth
10. One More Try
11. I Knew You Were Waiting (For Me)
12. Careless Whisper
13. I Want Your Sex (Part III)

### Seconda scaletta
1. Hard Day
2. Everything She Wants
3. I'm Your Man
4. A Different Corner
5. Love's in Need of Love Today
6. Father Figure
7. One More Try
8. Faith
9. I Knew You Were Waiting (For Me)
10. Careless Whisper
11. Lady Marmalade
12. I Want Your Sex

### Terza scaletta
1. I Want Your Sex (Part I & II)
2. Hard Day
3. Father Figure
4. I'm Your Man
5. Love's in Need of Love Today
6. Everything She Wants
7. A Different Corner
8. Faith
9. Monkey
10. Hand to Mouth
11. Play That Funky Music
12. One More Try
13. I Knew You Were Waiting (For Me)
14. Look at Your Hands
15. Careless Whisper
16. Lady Marmalade
17. I Want Your Sex (Part III)

### Quarta scaletta
1. I Want Your Sex
2. Faith
3. Hard Day
4. Everything She Wants
5. I'm Your Man
6. A Different Corner
7. Love's in Need of Love Today
8. Father Figure
9. One More Try
10. I Knew You Were Waiting (For Me)
11. Lady Marmalade
12. Careless Whisper